# Норма (Латина)
Норма (итал. Norma) је насеље у Италији у округу Латина, региону Лацио.
Према процени из 2011. у насељу је живело 3473 становника. Насеље се налази на надморској висини од 440 м.

## Становништво
Према резултатима пописа становништва 2011. у општини је живело 4.035 становника.
| 1936. | 1951. | 1961. | 1971. | 1981. | 1991. | 2001. | 2011. |
| ----- | ----- | ----- | ----- | ----- | ----- | ----- | ----- |
| 3.623 | 3.714 | 3.459 | 3.230 | 3.484 | 3.600 | 3.792 | 4.035 |